# Yvonne Sanson
Yvonne Sanson (Salonicco, 29 agosto 1925 – Bologna, 23 luglio 2003) è stata un'attrice greca naturalizzata italiana.

## Biografia
Yvonne Sanson nacque a Salonicco il 29 agosto del 1925 da madre greca e padre francese di origini russe. Nel 1943 la famiglia si rifugiò in Italia e lei, pur essendo cristiana ortodossa, completò gli studi in un istituto gestito da suore cattoliche. Quando Roma fu liberata lei stava lavorando come indossatrice per alcune sartorie.

### Gli inizi
Grazie al suo aspetto fisico fu notata da un produttore e iniziò la carriera cinematografica con piccolissimi ruoli nei film La grande aurora (1946) di Giuseppe Maria Scotese, accanto a Rossano Brazzi, e Aquila nera (1946) di Riccardo Freda, tratto da un racconto di Puškin, con Rossano Brazzi e Gino Cervi. L'anno dopo Alberto Lattuada le affidò il primo ruolo importante, la fatale Ginevra Canale nel film Il delitto di Giovanni Episcopo (1947), tratto dal romanzo di Gabriele D'Annunzio e in cui recitò accanto ad Aldo Fabrizi, Roldano Lupi e Alberto Sordi: con questo film la Sanson iniziò a farsi apprezzare dal pubblico italiano.
Nel 1948 interpretò Caterina II di Russia ne Il cavaliere misterioso di Riccardo Freda con Vittorio Gassman, Gianna Maria Canale e María Mercader. Nel 1949 fu protagonista del film Campane a martello di Luigi Zampa, accanto a Eduardo De Filippo e Gina Lollobrigida, anche lei allora agli albori della carriera. Nello stesso anno recitò accanto a Totò nella commedia L'imperatore di Capri di Luigi Comencini.

### La stagione dei melodrammi e la grande popolarità

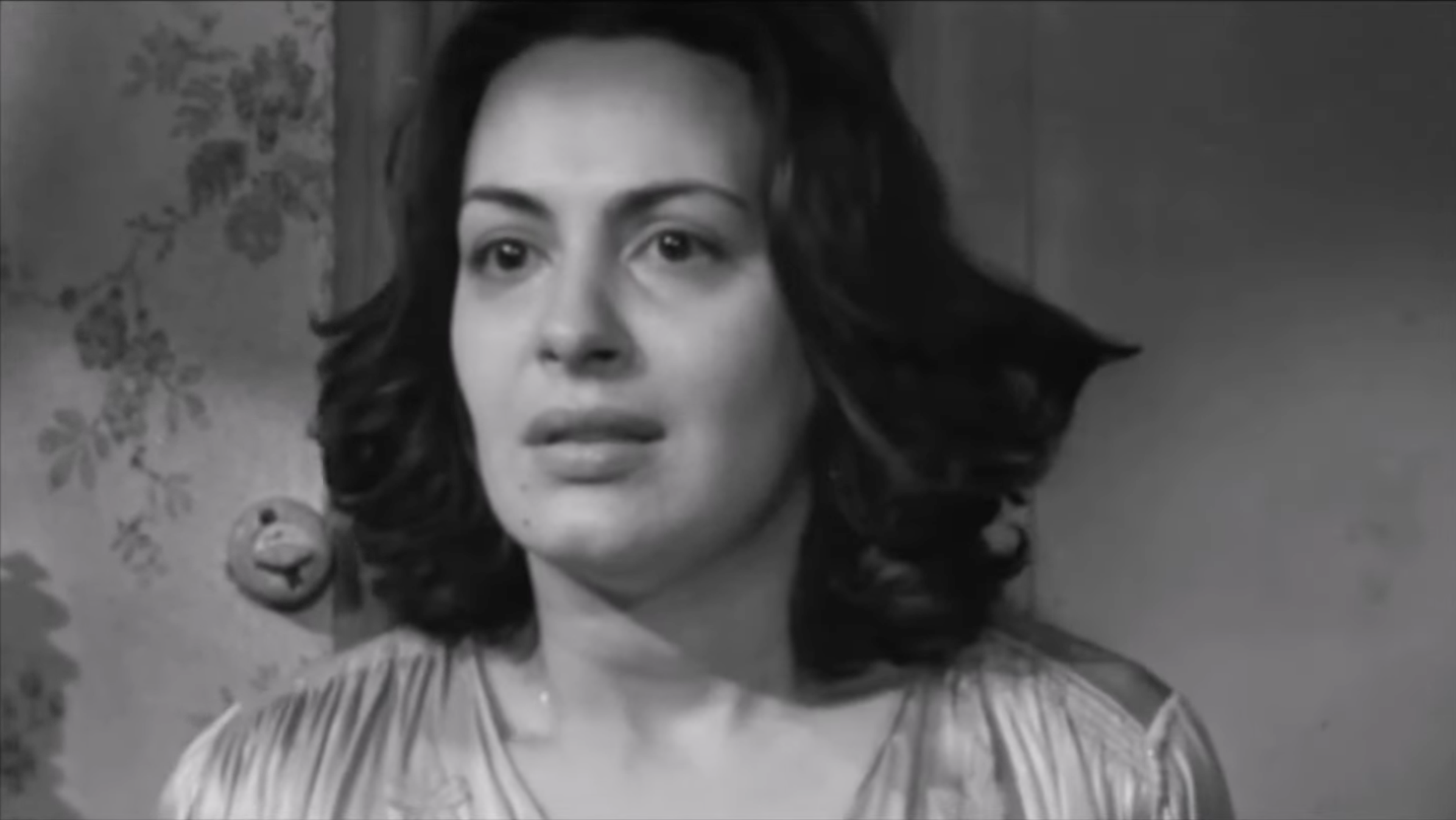
Yvonne Sanson in Catene (1949) di Raffaello Matarazzo

La svolta nella carriera di Yvonne Sanson arrivò con il dramma popolare Catene (1949), diretto da Raffaello Matarazzo e interpretato assieme ad Amedeo Nazzari. Bistrattato dalla critica, il film ottenne un clamoroso quanto inaspettato successo di pubblico. Con il maggior incasso della stagione 1949-1950, la pellicola fece la fortuna della Titanus e rivitalizzò un filone cinematografico, il melodramma sentimentale (ribattezzato popolarmente strappalacrime), già molto amato in Italia ai tempi del cinema muto.
Nella prima metà degli anni cinquanta seguirono altri film dello stesso genere che fecero di Yvonne Sanson, nel frattempo convertitasi al cattolicesimo, l'indiscussa regina del melò cinematografico. Conquistò una grandissima popolarità e diventò una delle attrici più amate in Italia. Tra i titoli (tutti interpretati accanto ad Amedeo Nazzari e diretti da Raffaello Matarazzo) si ricordano: Tormento (1950), I figli di nessuno (1951), Chi è senza peccato... (1952), Torna! (1953), L'angelo bianco (1955). Apparve anche in altri melodrammi, diretta da altri registi e affiancata da diversi partner maschili: Wanda, la peccatrice (1952) di Duilio Coletti, Menzogna (1952) di Ubaldo Maria Del Colle, Noi peccatori (1953), di Guido Brignone, Stella dell'India (1954), di Arthur Lubin, Il prigioniero della montagna (1955), di Luis Trenker. Tutti questi film, poco o per nulla apprezzati dalla critica del tempo (che li definiva dei fotoromanzi cinematografici), furono premiati da un grande successo commerciale.

### Le commedie
Benché sia ricordata oggi come attrice drammatica, negli anni cinquanta la Sanson recitò anche in alcune commedie: L'inafferrabile 12 (1950) di Mario Mattoli, in cui interpretò sé stessa, accanto a Walter Chiari e Silvana Pampanini, La cintura di castità (1950) di Camillo Mastrocinque con Nino Taranto, Pane, amore e gelosia (1954) di Luigi Comencini, dove apparve solo in un cameo accanto a Vittorio De Sica; La moglie è uguale per tutti (1955) di Giorgio Simonelli, Il campanile d'oro (1955) dello stesso regista, con Roberto Risso e Sandra Mondaini, La bella mugnaia (1955) di Mario Camerini, con una parte secondaria al fianco di Marcello Mastroianni e Sophia Loren, Lo smemorato di Collegno (1962) di Sergio Corbucci, in cui apparve bionda e recitò di nuovo accanto a Totò.

### Gli anni sessanta ed il declino
A partire dalla seconda metà degli anni cinquanta l'apprezzamento del pubblico nei confronti del filone strappalacrime, fino ad allora notevole, si affievolì in favore di altri generi cinematografici. Infatti L'ultima violenza (1957) e Malinconico autunno (1958), con lo storico partner Amedeo Nazzari,  diretti entrambi da Matarazzo, registrarono scarsi riscontri. Questo filone scomparirà del tutto nei primi anni sessanta (per poi tornare in auge alla fine dello stesso decennio, ma con stilemi, tematiche e protagonisti differenti). Passati di moda gli strappalacrime alla Matarazzo, di cui era stata l'attrice più rappresentativa, la carriera e la popolarità della Sanson vacillarono. Nel 1958 tornò in Grecia per interpretare il film Μια ζωή την έχουμε (Mia zoì tin èchume, traducibile come "Si vive una volta sola"), un melodramma sulla falsariga di quelli da lei girati con Matarazzo e Nazzari. Il film, diretto dal regista Yorgos Tzavellas e mai uscito in Italia, risultò essere il suo ultimo ruolo da protagonista. 
In seguito partecipò ancora a produzioni di vario genere ottenendo però soltanto ruoli secondari, ed in qualche caso assai marginali: tra questi si ricordano il kolossal La diga sul Pacifico (1958) di René Clément, con Silvana Mangano, Anthony Perkins, Jo Van Fleet e Alida Valli, il melodramma Il mondo dei miracoli (1959) di Luigi Capuano con Jacques Sernas e Virna Lisi, lo storico-avventuroso I masnadieri (1961) di Mario Bonnard con Antonio Cifariello e Daniela Rocca, il comico Il giorno più corto (1963) di Sergio Corbucci a cui presero parte ben 88 attori italiani, gli spaghetti western cult Django (1966) di Sergio Corbucci, con Franco Nero e Loredana Nusciak (in cui però non è accreditata nei titoli), e I giorni dell'ira (1967) di Tonino Valerii con Lee Van Cleef e Giuliano Gemma, i musicarelli interpretati da Al Bano e Romina Power, Il ragazzo che sorride (1969) e Pensando a te (1969), entrambi diretti da Aldo Grimaldi, il comico Don Franco e don Ciccio nell'anno della contestazione (1969) di Marino Girolami con Franco Franchi e Ciccio Ingrassia.

### I film d'autore
Yvonne Sanson lavorò anche con alcuni registi del cinema d'autore, apparendo in ruoli secondari in Il cappotto (1952) di Alberto Lattuada con Antonella Lualdi e Renato Rascel, Siamo tutti assassini (1952) di André Cayatte, in cui era affiancata dal suo abituale compagno di scena Amedeo Nazzari, Anima nera (1962) di Roberto Rossellini, Il profeta (1968) di Dino Risi, Il conformista (1970) di Bernardo Bertolucci con Jean-Louis Trintignant e Stefania Sandrelli, in cui interpretò la madre borghese della Sandrelli, Un apprezzato professionista di sicuro avvenire (1971) di Giuseppe De Santis con Lino Capolicchio.

### Il ritiro
Negli anni sessanta, dopo la morte del marito, subì lunghe vicissitudini con il fisco italiano che la portarono al crac finanziario. La sua villa sull'Appia antica fu pignorata e messa all'asta con tutti gli arredi, mentre lei dovette lavorare come traduttrice presso l'ambasciata greca a Roma.
Dopo aver partecipato allo sceneggiato televisivo Le avventure del barone Von Trenck, co-prodotto dalla Rai e l'ORF (TV di stato dell'Austria) nel 1972, e una parte minore in un film di scarso rilievo, il thriller erotico A.A.A. Massaggiatrice bella presenza offresi... (1972) di Demofilo Fidani, con protagonisti Ettore Manni e Paola Senatore, la Sanson abbandonò definitivamente la recitazione. Proprio nello stesso periodo i suoi film strappalacrime degli anni cinquanta iniziarono a essere riscoperti e rivalutati dalla critica cinematografica, che conierà appositamente il termine neorealismo d'appendice per riferirsi a questa tipologia di pellicole.

### Gli ultimi anni e la morte

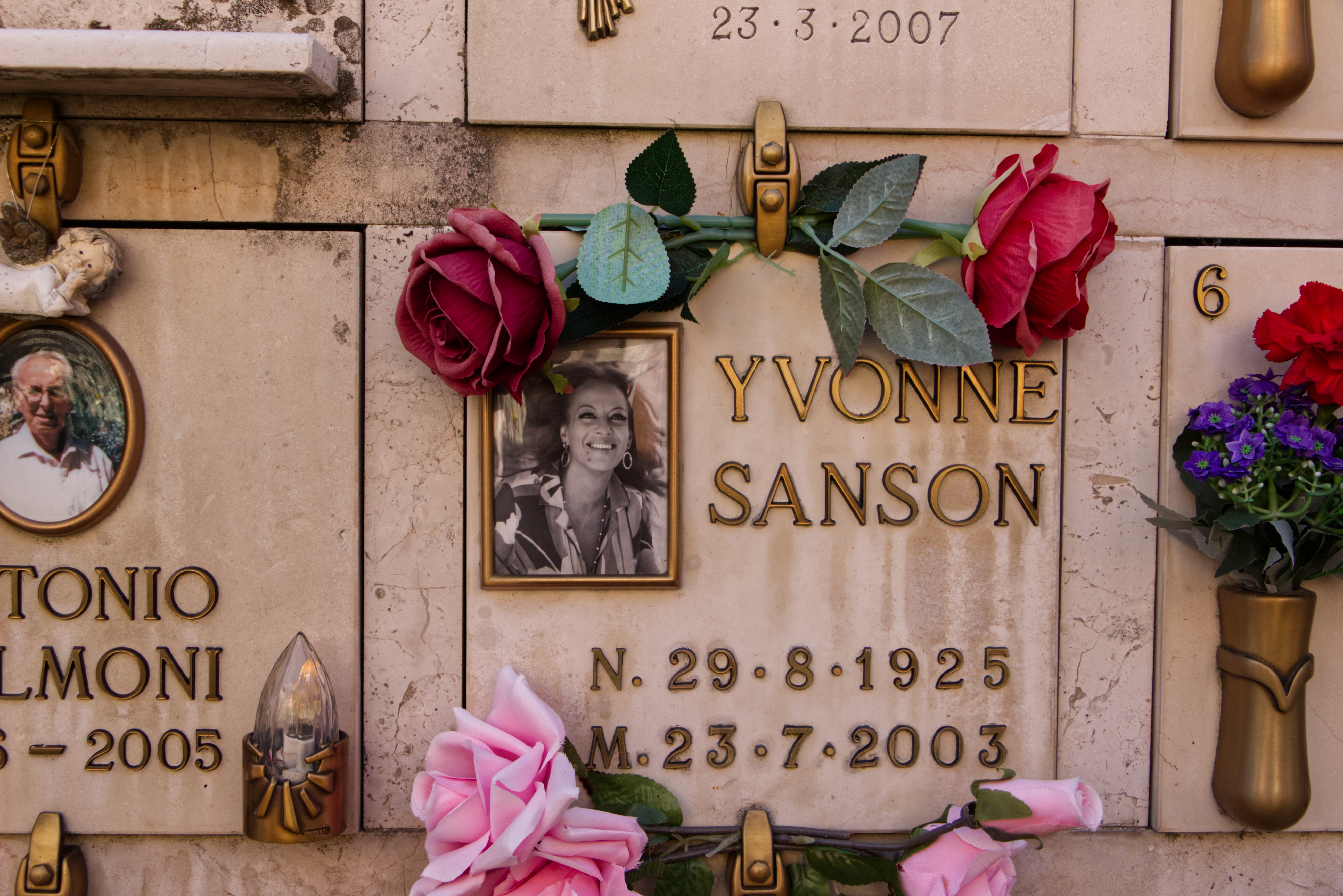
Lapide di Yvonne Sanson nel cimitero nuovo di Pianoro

Negli ultimi anni Yvonne Sanson, che viveva modestamente e rifiutava le apparizioni pubbliche, si stabilì a Bologna, dove viveva da tempo la sua unica figlia Gianna, di professione architetto, e qui morì, a 77 anni, nella notte tra il 23 ed il 24 luglio 2003 per un aneurisma. È sepolta nel cimitero di Pianoro (BO).

## Filmografia

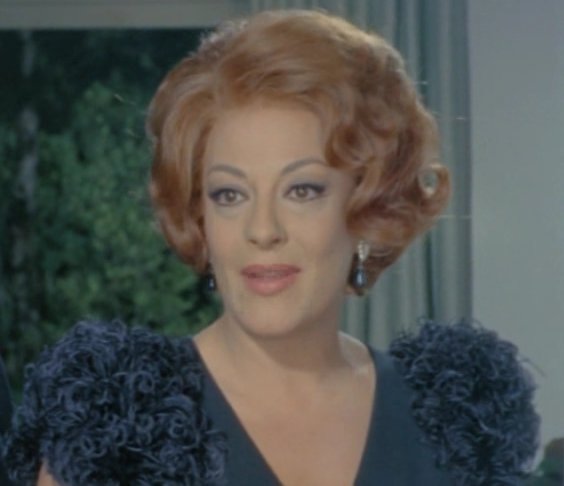
Yvonne Sanson ne Il ragazzo che sorride (1969)

### Cinema
- La grande aurora, regia di Giuseppe Maria Scotese (1946)
- Aquila nera, regia di Riccardo Freda (1946)
- Il delitto di Giovanni Episcopo, regia di Alberto Lattuada (1947)
- Il cavaliere misterioso, regia di Riccardo Freda (1948)
- Campane a martello, regia di Luigi Zampa (1949)
- Catene, regia di Raffaello Matarazzo (1949)
- L'imperatore di Capri, regia di Luigi Comencini (1949)
- La cintura di castità, regia di Camillo Mastrocinque (1949)
- Tormento, regia di Raffaello Matarazzo (1950)
- L'inafferrabile 12, regia di Mario Mattoli (1950)
- I figli di nessuno, regia di Raffaello Matarazzo (1951)
- Siamo tutti assassini (Nous sommes touts des assassins), regia di André Cayatte (1952)
- Wanda, la peccatrice, regia di Duilio Coletti (1952)
- Menzogna, regia di Ubaldo Maria Del Colle (1952)
- Il cappotto, regia di Alberto Lattuada (1952)
- Chi è senza peccato..., regia di Raffaello Matarazzo (1952)
- Labbra proibite (Quand tu liras cette lettre), regia di Jean-Pierre Melville (1953)
- Nerone e Messalina, regia di Primo Zeglio (1953)
- Noi peccatori, regia di Guido Brignone (1953)
- Torna!, regia di Raffaello Matarazzo (1953)
- Fate largo ai moschettieri! (Les trois Mousquetaires), regia di André Hunebelle (1953)
- Stella dell'India (Star of India), regia di Arthur Lubin (1954)
- Pane, amore e gelosia, regia di Luigi Comencini (1954)  (cameo - non accreditata)
- La moglie è uguale per tutti, regia di Giorgio Simonelli (1955)
- Il campanile d'oro, regia di Giorgio Simonelli (1955)
- L'angelo bianco, regia di Raffaello Matarazzo (1955)
- La bella mugnaia, regia di Mario Camerini (1955)
- Il prigioniero della montagna, regia di Luis Trenker (1955)
- L'ultima violenza, regia di Raffaello Matarazzo (1957)
- La diga sul Pacifico, regia di René Clément (1958)
- Malinconico autunno, regia di Raffaello Matarazzo (1958)
- Mia zoi tin ehoume, regia di Yorgos Tzavellas (1958) - Inedito in Italia
- Il mondo dei miracoli, regia di Luigi Capuano (1959)
- I masnadieri, regia di Mario Bonnard (1961)
- Il re di Poggioreale, regia di Duilio Coletti (1961)
- Lo smemorato di Collegno, regia di Sergio Corbucci (1962)
- Anima nera, regia di Roberto Rossellini (1962)
- Il giorno più corto, regia di Sergio Corbucci (1963)
- Django, regia di Sergio Corbucci (1966) (non accreditata)
- I giorni dell'ira, regia di Tonino Valerii (1967)
- Colpo grosso alla napoletana (The Biggest Bundle of Them All), regia di Ken Annakin (1968)
- Il profeta, regia di Dino Risi (1968)
- Pensando a te, regia di Aldo Grimaldi (1969)
- Don Franco e don Ciccio nell'anno della contestazione, regia di Marino Girolami (1969)
- Il ragazzo che sorride, regia di Aldo Grimaldi (1969)
- Il conformista, regia di Bernardo Bertolucci (1970)
- Un apprezzato professionista di sicuro avvenire, regia di Giuseppe De Santis (1972)
- A.A.A. Massaggiatrice bella presenza offresi..., regia di Demofilo Fidani (1973)

### Televisione
- Le avventure del barone Von Trenck – miniserie TV (1972)

## Doppiatrici italiane
Yvonne Sanson venne sempre doppiata per via del suo accento straniero, eccetto che ne Il cappotto e L'imperatore di Capri in cui la si sente recitare con la propria voce. Questo perché il regista Alberto Lattuada volle girare tutto il film — eccetto gli esterni — in presa diretta. 
- Dhia Cristiani in Catene, Tormento, L'inafferrabile 12, I figli di nessuno, Chi è senza peccato..., Menzogna, Torna!, Noi peccatori, Fate largo ai moschettieri!, Pane, amore e gelosia, La bella mugnaia, L'angelo bianco (nel ruolo di Luisa Fanti-Suor Addolorata), L'ultima violenza, Malinconico autunno, Colpo grosso alla napoletana
- Lydia Simoneschi in Wanda, la peccatrice, Stella dell'India, La moglie è uguale per tutti, L'angelo bianco (nel ruolo di Lina Mercolin), Il prigioniero della montagna (alcune scene), Lo smemorato di Collegno, Il conformista
- Tina Lattanzi in Il cavaliere misterioso, Il prigioniero della montagna (alcune scene), La diga sul Pacifico
- Adriana De Roberto in Il prigioniero della montagna (alcune scene), I giorni dell'ira, Don Franco e don Ciccio nell'anno della contestazione
- Rosetta Calavetta in Django, Pensando a te, Il ragazzo che sorride
- Anna Proclemer in Il delitto di Giovanni Episcopo
- Franca Dominici in Campane a martello
- Gabriella Genta in A.A.A. Massaggiatrice bella presenza offresi...